# Bühl (powiat Rastatt)
Bühl – miasto w Niemczech, w kraju związkowym Badenia-Wirtembergia, w rejencji Karlsruhe, w regionie Mittlerer Oberrhein, w powiecie Rastatt, siedziba wspólnoty administracyjnej Bühl. Leży ok. 20 km na południe od Rastatt, przy autostradzie A5, drodze krajowej B3 i linii kolejowej InterCity Karlsruhe–Fryburg Bryzgowijski–Bazylea.

## Współpraca
Miejscowości partnerskie:
- Călărași, Mołdawia
- Haguenau, Francja
- Mattsee, Austria (kontakty utrzymuje dzielnica Weitenung)
- Schkeuditz, Saksonia
- Vilafranca del Penedès, Hiszpania
- Villefranche-sur-Saône, Francja

## Sport
- TV Bühl - klub piłki siatkowej mężczyzn